# Aurora do Tocantins
Pour les articles homonymes, voir Aurora.
Aurora do Tocantins est une municipalité brésilienne située dans l'État du Tocantins.